# Potapljaški računalnik
Potapljaški računalnik, osebni dekompresijski računalnik ali dekompresijki merilec je naprava, ki jo potapljač uporablja za merjenje časa in globine potopa. Z njim si potapljač izračuna in prikaže varen profil dviga iz globine in se s tem izogne dekompresijski bolezni.
Večina potapljaških računalnikov uporablja trenutne podatke o pritisku iz okolja in s pomočjo dekompresijkega algoritma izračuna, če je varnostni postanek potreben in koliko časa naj traja dekompresija pred varnim dvigom na gladino. Računalniki uporabljajo različne algoritme za izračun in lahko upoštevajo tudi določene uporabnikove lastnosti za zagotovitev varnosti. Nekateri računalniki omogočajo menjavo plinske mešanice tudi med samim potopom. Zvočni ali svetlobni alarmi na računalniku opozarjajo potapljača, če ta preseže priporočeno hitrost dviganja, čas potopa ali globino, pri kateri plinska mešanica še deluje.
Zaslon računalnika med drugim prikazuje globino in čas potopa, ter tako potapljaču prikaže potrebne podatke za preprečitev dekompresijske bolezni in da relativno varno izvede dekompresijo. Na računalnike lahko glede na želje in zahteve priključimo razne dodatke ali zaslone, kot recimo merilec temperature vode ali kompas, prav tako pa lahko preko podatkovnega kabla ali brezžične povezave prenesemo podatke o potopu na osebni računalnik.
Potapljaški računalnik lahko nosimo na roki ali pa ga dodamo k ostalim inštrumentom in merilcem na konzoli.